# Lamarche-en-Woëvre
Pour les articles homonymes, voir Lamarche.
Lamarche-en-Woëvre est une commune associée du département de la Meuse en région Grand Est.

## Géographie
Comme son nom l'indique, cette localité est située dans la Woëvre.

## Toponymie
Anciennes mentions : Hadina (812) ; Has (1656) ; Hast, Hat, la Marche-en-Woëvre, Marchia (1749) ; Has-la-Marche (1755) ; Lamarche (1793) ; La Marche-en-Woèvre (1801),.

## Histoire
Ayant dépendu du bailliage de Pont-à-Mousson puis de celui de Thiaucourt, le village de Has devient le chef-lieu d'une baronnie créée en 1725 par le duc Léopold, en faveur de M. de la Marche, dont il prit le nom. Par lettres de Stanislas du 9 août 1755, cette baronnie est érigée en comté sous le nom de Has-la-Marche.
En 1789 Lamarche-en-Woëvre fait partie du Barrois non mouvant et est le chef-lieu d'une prévôté qui comprend les villages de Gironville, Lamarche et Nonsard. Sur le plan religieux, Lamarche-en-Woëvre dépend en 1789 du diocèse de Metz en tant qu'annexe de la paroisse de Nonsard.
Le 1er janvier 1973, Lamarche-en-Woëvre est rattachée sous le régime de la fusion-association à Heudicourt-sous-les-Côtes qui devient Madine. Le 1er janvier 1983, Lamarche-en-Woëvre est rattachée sous le régime de la fusion-association à Nonsard qui devient Nonsard-Lamarche.

### Héraldique
Les seigneurs de la Marche portaient : de gueules à un bras armé tenant une épée d'argent garnie d’or, au chef d'or chargé d'une tête de léopard d’azur.

## Politique et administration
| Période                                  | Période | Identité     | Étiquette | Qualité |
| ---------------------------------------- | ------- | ------------ | --------- | ------- |
|                                          |         | Cédric JAMIN |           |         |
| Les données manquantes sont à compléter. |         |              |           |         |

## Démographie
| 1793 | 1800 | 1806 | 1836 | 1846 | 1856 | 1866 | 1876 | 1886 |
| ---- | ---- | ---- | ---- | ---- | ---- | ---- | ---- | ---- |
| 62   | 59   | 54   | 52   | 59   | 58   | 60   | 54   | 56   |

| 1896 | 1906 | 1911 | 1926 | 1936 | 1946 | 1954 | 1962 | 1968 |
| ---- | ---- | ---- | ---- | ---- | ---- | ---- | ---- | ---- |
| 52   | 37   | 40   | 28   | 24   | 24   | 37   | 26   | 21   |

## Lieux et monuments
Cloche de l'église Saint-Étienne (ruinée)